# Флажоле, Андре
Андре Флажоле (фр. André Flajolet) — французский политик, бывший депутат Национального собрания Франции.

## Биография
Родился 6 декабря 1946 г. в Сен-Флори (департамент Па-де-Кале). Член партии  Союз за народное движение, в 2003-2010 годах - лидер партии в департаменте Па-де-Кале. В 2010 году на выборах в региональный совет Нор-Па-де-Кале возглавлял список правых партий в департаменте Па-де-Кале, получивший во 2-м туре 22,63 % голосов и уступивший не только "левому" блоку, но и крайне правому Национальному фронту. Профессор философии, кавалер Ордена Почетного легиона.
На выборах в Национальное собрание 2007 г. выиграл голосование по 9-му избирательному округу департамента Па-де-Кале, получив во 2-м туре 51,76 % голосов. На выборах в Национальное собрание 2012 г. уступил во 2-м туре представителю левых сил, мэру Бетюна Стефану Сен-Андре.

## Политическая карьера
14.03.1983 — 19.03.1989 — член муниципального совета коммуны Сен-Венан 

18.03.1985 — 30.03.2001 — член Генерального совета департамента Па-де-Кале 

с 20.03.1989 — мэр коммуны Сен-Венан 

23.03.1992 - 13.12.2015 — член Регионального совета Нор-Па-де-Кале 

19.06.2002 — 17.06.2012 — депутат Национального собрания Франции от 9-го избирательного округа департамента Па-де-Кале